# 甘精华
甘精华（1969年—），广西田东人，壮族，中华人民共和国政治人物、第十二届全国人民代表大会广西地区代表。
毕业于广西医科大学临床医学。2013年，担任全国人大代表。